# 1703
1703 (MDCCIII) — невисокосний рік.
Епоха великих географічних відкриттів •  Перша наукова революція • Річ Посполита •  Запорозька Січ

## Геополітична ситуація
Османську імперію очолює Ахмед III (до 1730). Під владою османського султана перебувають Близький Схід та Єгипет, Середземноморське узбережжя Північної Африки, частина Закавказзя, значні території в Європі: Греція, Болгарія та Сербія. Васалами османів є Волощина та Молдова.
Священна Римська імперія — наймогутніша держава Європи. Її територія охоплює, крім німецьких земель, Угорщину з Хорватією, Трансильванію, Богемію, Північну Італію. Її імператор — Леопольд I Габсбург (до 1705). Король Пруссії — Фрідріх I (до 1713).
На передові позиції в Європі вийшла Франція, на троні якої сидить король-Сонце Людовик XIV (до 1715). Франція має колонії в Північній Америці та Індії.
Триває Війна за іспанську спадщину. Королівству Іспанія належать Іспанські Нідерланди, південь Італії, Нова Іспанія, Нова Гранада та Нова Кастилія в Америці, Філіппіни. Королем Португалії є Педру II (до 1706). Португалія має володіння в Бразилії, в Африці, в Індії, в Індійському океані й Індонезії.
Північ Нідерландів займає Республіка Об'єднаних провінцій. Вона має колонії в Північній Америці, Індонезії, на Формозі та на Цейлоні. Королева Англії — Анна Стюарт (до 1714). Англія має колонії в Північній Америці, на Карибах та в Індії. Король Данії та Норвегії — Фредерік IV (до 1730), король Швеції — Карл XII (до 1718). На Апеннінському півострові незалежні Венеційська республіка та Папська область. Королем Речі Посполитої обрано Августа II (до 1706). У Московії царює Петро I (до 1725).
Україну розділено по Дніпру між Річчю Посполитою та Московією. Діють два гетьмани: Самійло Самусь на Правобережжі, Іван Мазепа (московський протекторат) на Лівобережжі. На півдні України існує Запорозька Січ. Існують Кримське ханство, Ногайська орда.
В Ірані правлять Сефевіди.
Значними державами Індостану є Імперія Великих Моголів, в якій править Аурангзеб, Імперія Маратха. В Китаї править Династія Цін. У Японії триває період Едо.

## Події

### В Україні
- Кошовим отаманом Запорозької Січі обрано промосковського Герасима Крису, однак у грудні його скинули й переобрали Костя Гордієнка.
- На Правобережжі триває повстання Палія.
  - Польські війська завдали поразки повстанцям під Ладижином.

### У світі
- Війна за іспанську спадщину
  - У червні баварські війська окупували Тіроль, але в липні змушені були відступити.
- Велика Північна війна
  - Цар Петро Олексійович заснував Санкт-Петербург.
- Націона́льно-ви́звольна війна́ уго́рського наро́ду.
  - 7 червня відбулась Довжа́нська би́тва ку́руців — перший бій Національно-визвольної війни 1703—1711 років під проводом Ференца II Ракоці.
- Помста 47 ронінів[1] — подія, що набула популярності у японському мистецтві. На її основі були складені вистави театрів дзьорурі і кабукі.
- Османський султан Мустафа II зрікся престолу на користь брата Ахмеда.
- У Лондоні завершується будівництво Букінгемського палацу. На той час він ще не був королівською резиденцією.

### Наука і культура
- Йоганн Йоахім Бехер і Георг Ернст Шталь запропонували теорію флогістону[2].
- В Ісландії проводять перепис населення — першу подію такого роду в історії[3].
- У Московії виходить підручник «Арифметика» Магницького.
- 30 листопада Ісаака Ньютона обрано президентом Королівського наукового товариства.
- Англійський мореплавець Вільям Дампір розпочав свою третю експедицію.

## Народились
див. також Категорія:Народились 1703
- Франсуа Буше — французький художник і гравер доби рококо.
- Олександр V — цар Імереті (1720–1741, 1742–1752), старший син і спадкоємець царя Георгія VII.
- Тредіаковський Василь Кирилович — російський учений і поет XVIII століття.
- Джон Веслі — засновник Методистської церкви.

## Померли
див. також Категорія:Померли 1703
- 18 лютого — Ілона Зріні, керівниця угорського визвольного руху в 1685–1703 роках.
- 3 березня — Роберт Гук, англійський природодослідник, батько фізики
- 16 травня — Шарль Перро, французький письменник, поет і критик, основоположник жанру казки.
- Дем'ян Многогрішний — український військовий, політичний і державний діяч. Гетьман Війська Запорозького, голова козацької держави на Лівобережній Україні (1669–1672).